# Георгиевский, Сергей Иванович
Серге́й Ива́нович Гео́ргиевский (1898, Тульская губерния — 1974, Симферополь) — советский учёный-патофизиолог, ректор Крымского медицинского института в 1951—1970 годах. С 1995 года Крымский мединститут (и его преемник Крымский медицинский университет) носит его имя.

## Биография
Родился 8 октября 1898 года в селе Пришня Крапивенского уезда Тульской губернии в семье священника. Окончил духовную семинарию, в 1917 году поступил на физико-математический факультет (естественное отделение) Московского университета. По разным причинам учёба в университете постоянно прерывалась; до окончания университета он работал на многих должностях и во многих точках СССР (учитель, заведующий детдомом, фельдшер, лаборант, постановщик научно-популярных фильмов). В 1926 году переводится на медицинский факультет МГУ, который оканчивает в 1928.
После окончания университета начал работать лаборантом в экспериментально-физиологической лаборатории Государственного центрального института курортологии (Москва). Впоследствии в разное время работал ассистентом кафедры патологической физиологии Московского ветеринарного института, ассистентом кафедр патологической физиологии первого и второго медицинских институтов, а также в Государственном институте зубоврачевания. В мае 1936 года защитил кандидатскую диссертацию.
Во время Великой Отечественной войны принимал участие в боевых действиях, начав в звании рядового Московского ополчения. Позднее участвовал в медицинском обеспечении войск на Западном и Карельском фронтах; получил звание подполковника медслужбы. Принимал участие в освобождении Маньчжурии и Кореи, закончил войну главным токсикологом Приморского военного округа, награждён медалями.
После демобилизации в 1946 году возвращается на кафедру патологической физиологии 2-го московского медицинского института, где работает доцентом, а потом — и профессором.
В 1951 году С. И. Георгиевский был назначен директором, а потом ректором Крымского медицинского института (параллельно заведовал кафедрой патологической физиологии). Благодаря его организаторской деятельности вуз был значительно расширен и развит как в материально-техническом, так и в научном плане. При личном участии С. И. Георгиевского в КМИ были приглашены крупные учёные из центральных вузов, основавшие позже в Крыму свои собственные научные школы: Г. В. Троицкий (биохимик), Е. И. Захаров (хирургия), Н. С. Шварсалон (фармакология), П. А. Теппер (терапия).
С. И. Георгиевский продолжал руководить институтом до 1970 года; заведовал кафедрой патологической физиологии до 1974 года. Скончался 27 сентября 1974 года, похоронен на симферопольском городском кладбище.

## Научная деятельность
Основные научные интересы С. И. Георгиевского фокусировались на изучении внутрисекреторной функции органов и тканей, функций желудочно-кишечного тракта при патологических воздействиях на центральную нервную систему, функций поджелудочной железы и её влияния на липолитические и протеолитические свойства жидких сред организма. Под его руководством защищены одна докторская и 11 кандидатских диссертаций.

## Награды, память
Награждён тремя орденами Трудового Красного Знамени, двумя орденами Красной Звезды и многими медалями.
8 декабря 1995 года постановлением кабинета министров Украины Крымскому медицинскому институту (позже — университету) было присвоено имя С. И. Георгиевского. На главном корпусе университета открыта мемориальная доска, а на втором этаже главного корпуса установлен мемориальный бюст.